# Голям басейн
Големият басейн (на английски: Great Basin) е най-големият район от съседни безотточни водосборни басейни в Северна Америка. Разпростира се на територията на щатите Уайоминг, Айдахо, Юта, Невада, Орегон и Калифорния. Особен е както с пустинния си климат, така и с топографията на басейна, която се изменя от най-ниската точка в Северна Америка, Бедуотър, към най-високата точка на континенталните щати, връх Уитни. Районът обхваща няколко физикогеографски разделения, биоми и пустини.

## Определение
Терминът „Голям басейн“ се прилага към хидрографски, биологически, флористки, физикогеографски, топографски и етнографски географски райони. Наименованието е въведено първоначално от Джон Фримонт, който, на основата на информация от Джоузеф Уокър и от свои експедиции, признава хидрографското естество на земната форма като „нямаща връзка с океана“. Най-често се използва хидрографското определение, като само то има определена граница. Останалите определения не само има различни географски граници, но регионалните граници могат да варират в различните източници.
Пустинята на Големия басейн се определя чрез растителните и животински общества и, според Службата на националните паркове на САЩ, нейните граници са приблизително същите като на хидрографския Голям басейн, но изключват южната издатина.
Флористката провинция на Големия басейн е определена от ботаниста Армен Тахтаджан като разпростираща се доста отвъд границите на хидрографския Голям Басейн. Тя включва равнината на Снейк Ривър, Колорадското плато, басейна на планините Юинта, както и части от Аризона.
Физикогеографският Голям Басейн е географско разделение, определено от Невин Фенеман през 1931 г. Геологическата топографска служба на САЩ приема схемата на Фенеман. Това определение е малко по-голямо от хидрографското.
Културната зона на Големия басейн, отнасяща се за индианците на Големия Басейн, е културна класификация на коренното население на Америките и историко-културна област, разположена между Скалистите планини и Сиера Невада. Културният регион обхваща площ от около 1 000 000 km2 или почти двойно повече от хидрографския Голям басейн.
През района преминават няколко федерални пътища и железопътни линии.

## Хидрология
Хидрографския Голям басейн е район с площ от 541 730 km2 и вътрешен отток. Всичките валежи в района се изпаряват, попиват в земята или се стичат към езерата (основно солени). Както е открито и от Фримонт, потоците и реките не се отвеждат нито към Мексиканския залив, нито към Тихия океан. На изток регионът граничи с планините Уосач, на запад със Сиера Невада и Каскадите, на север със Снейк Ривър. Южният ръб е по-неясен. Големият басейн включва по-голямата част от Невада, половин Юта, значителни части от Орегон и Калифорния, както и малки райони от Айдахо и Уайоминг. Всъщност, терминът „Голям басейн“ е леко подвеждащ, тъй като регионът де факто е съставен от много малки басейнчета. Голямо солено езеро и Пирамид са само част от „канализацията“ на Големия басейн. Най-южната част на Големия басейн е отточната зона на Лагуна Салада. Най-дългата и голяма река на басейна е Беър Ривър (560 km), а най-големият водосборен басейн е този на река Хумболт (около 44 000 km2). Повечето от валежите в Големия басейн падат под формата на сняг, а валежите, които нито се изправят, нито се използват от хората, потъват под земята.

## Екология
Хидрографският Голям басейн съдържа няколко пустини и екорегиони, всеки със свой отличителен състав от флора и фауна. Екологичните граници и разделения на басейна не са точно определени.
Големият басейн застъпва четири различни пустини: части от горещите Мохаве и Колорадо на юг и студените Голям басейн и Хай дезърт на север. Пустините могат да се различават според растителността им: Yucca brevifolia и Larrea tridentata се срещат в горещите пустини, но не и в студените. Студените пустини обикновено са на по-голяма надморска височина.
Климатът и растителността на Големия басейн са силно зависими от надморската височина: с нарастването ѝ, нарастват и валежите, а температурите спадат. Поради това, горите се срещат на по-високите места. Из по-високите хребети се срещат Pinus flexilis и Pinus longaeva. В крайречните зони се срещат Populus fremontii и Populus tremuloides.
Тъй като екосистемата на гората е различна от типичната за пустините, някои организации като Световния фонд за дивата природа отделят планините на Големия басейн като отделен екорегион. Много редки и ендемични видове се срещат в този екорегион, тъй като индивидуалните планински вериги са изолирани една от друга. През последната ледникова епоха, Големият басейн е бил по-влажен. Докато пресъхва през холоцен, някои видове се изтеглят към по-високите изолирани планини и имат голямо генетично разнообразие. Други организации разделят Големия басейн на различни екорегиони, зависещи от техните собствени критерии.

## Фауна
Животинският свят на Големия басейн включва: вилорога антилопа, черноопашат елен, пума и зайцевидни, които служат за храна на койоти. Neotoma и Dipodomys са малки гризачи, които са често срещани и главно активни през нощта. Уапитите и дебелорогите овни са по-рядко срещани. В по-ниските части се срещат грущерите Sceloporus occidentalis longipes, Gambelia wislizenii и Phrynosoma. Земноводното Batrachoseps campi е застрашено от изчезване. Срещат се и змии от родовете Crotalus, Sistrurus и Pituophis. Във влажните зоните се намират птици като Phalaropus и Numenius. Скалният орел също е често срещан.
Два застрашени вида риба обитават езеро Пирамид: невадски чукучан и Oncorhynchus clarkii henshawi.
Сред големите безгръбначни се срещат тарантули и Anabrus simplex. Внесени са екзотични видове като тракийски кеклик, яребица и хималайски улар. Покривната овсига (Bromus tectorum), която е неволно внесен инвазивен вид, сформира критична част от тяхната диета. Дивите коне (мустанг) са високо репродуктивни и противоречиви за екосистемата. Широко разпространени са домашните говеда и овце.

## Климат
Климатът варира в Големия басейн в зависимост от надморската височина и други фактори. При по-голяма височина е по-хладно и по-влажно. Западните части на басейна обикновено са по-сухи от източните, поради валежната сянка на Сиера Невада. Климатът е пустинен до полу-пустинен, с топли лета и студени зими. Все пак, някои от планинските части в басейна са достатъчно високи, за да имат планински климат. По-голямата част от Големия басейн има значителна дневна температурна амплитуда.

## История
Натрупване на седименти в продължение на хиляди години запълва басейните между хребетите и създава относително равни равнини от плейстоценските речни корита.
Палеоиндиански заселници пристигат около 10 000 г. пр.н.е. Археологически доказателства от поселенията по бреговата линия на езеро Лахонтан датират от края на ледниковата епоха, когато бреговата му линия е била приблизително 150 m по-висока. В продължение на поне няколко хиляди години Големият басейн е населяван от индианци, говорещи юто-ацтекски езици, сред които шошони, юта, моно и северни паюти.
Европейското изследване на Големия басейн започва през 18 век, по време на испанската колонизация на Америка. Първият американски имигрант, прекосил Големия басейн през Сиера Невада е Джедидая Смит през 1827 г. Питър Скайни Огдън от британската компания Хъдсън Бей изследва Голямото солено езеро и река Хумболт към края на 1820-те години, следвайки източната страна на Сиера Невада към Калифорнийския залив. Бенджамин Люис Бонвил изследва северната част по време на експедиция от 1832 г. Съединените щати поемат контрол над териториите северно от 42-рия паралел през 1819 г. по силата на договора Адамс – Онис и Орегонския договор от 1846 г. Първото неиндианско поселение е основано през 1847 г. в долината на Голямо солено езеро, водейки след себе си мормони. По-късните поселения са свързани с източните райони на Калифорнийската златна треска от 1848 г.
През 1869 г. е завършена Първата презконтинентална железопътна линия в Големия басейн.
През 1954 г. Големият басейн е ударен от земетресение с магнитуд 6,6 – 7,1 по Рихтер с епицентър в Дикси вали, Невада.